# ماو جياكانغ
ماو جياكانغ (بالصينية: 毛嘉康) (17 يناير 1991 بشانغهاي في الصين - ) هو لاعب كرة قدم صيني في مركز الهجوم. لعب مع نادي مجموعة شانغهاي الدولية للموانئ وHunan Billows F.C. ‏.

## وصلات خارجية
- ماو جياكانغ على موقع اللجنة الأولمبية الصينية (الإنجليزية)